# Hyarinus hesperus
Hyarinus hesperus är en spindeldjursart som beskrevs av Chamberlin 1925. Hyarinus hesperus ingår i släktet Hyarinus och familjen spinnklokrypare. Inga underarter finns listade i Catalogue of Life.